# بني يخت (اسطيحة)
بني يخت هي إحدى مشيخات المملكة المغربية، تتبع جغرافيا لإقليم شفشاون وإداريًا لاسطيحة. يقدر عدد سكانها بـ 2333 نسمة حسب الإحصاء الرسمي للسكان والسكنى لسنة 2004.